# Uperoleia saxatilis
Uperoleia saxatilis − gatunek płaza bezogonowego z rodziny żółwinkowatych (Myobatrachidae), endemiczny dla regionu Pilbara w północnej części stanu Australia Zachodnia.
Żaba ta ma długość 2 cm. Na skórze znajdują się brązowe plamy. Jest gatunkiem gniazdującym, zamieszkującym skaliste wąwozy i doliny strumieni. Została uznana za nowy gatunek w wyniku badań nad DNA żab, prowadzonych przez Australian National University w Canberze, Western Australian Museum oraz University of Western Australia w Perth.
Zwierzę żywi się termitami i małymi owadami, które znajduje pod ziemią. Za najbliższą krewniaczkę gatunku Uperoleia saxatilis uważana jest Uperoleia talpa (ang. Mole toadlet) odkryta w 1981.